# Transporte en Italia
Italia tiene un desarrollado sistema de transporte, público y privado, que incluye redes ferroviarias, autopistas, transporte aéreo y transporte marítimo.

## Sistema ferroviario
Italia cuenta en 2017 con un total de 24.435 kilómetros de redes ferroviarias, de las cuales 1.350 kilómetros corresponden a los servicios de alta velocidad (AV). Hay 12.023 kilómetros de vías electrificadas (7.570 kilómetros de vías binarias y 4.453 kilómetros de vía única) y 4.765 kilómetros de líneas no electrificadas (diésel).
Trenitalia SpA (que cubre la mayoría de las rutas italianas) es la principal empresa encargada del transporte de pasajeros y Ferrovie dello Stato (FS) del transporte de carga. Hay también otras empresas, como Italo (marca comercial del tren de alta velocidad de Nuovo Trasporto Viaggiatori) y las regionales Trenord y Ferrovie del Gargano, entre otras.

### Tren de Alta Velocidad
Los tramos de alta velocidad (AV) permiten una circulación superior a 250 km/h, mientras que en las líneas de alta capacidad (AC) los trenes alcanzan hasta 200 km/h. En el segmento Brescia ↔ Verona ↔ Vicenza ↔ Padua las vías de alta velocidad se encuentran en construcción.
| ► Red Milán ↔ Salerno (operada por Trenitalia) |                |           |
| Línea                                          | Tipo de vía    | Distancia |
| Milán ↔ Bolonia                                | Alta velocidad | 182 km    |
| Bolonia ↔ Florencia                            | Alta velocidad | 78,5 km   |
| Florencia ↔ Roma (Direttissima)                | Alta velocidad | 253,6 km  |
| Roma ↔ Nápoles                                 | Alta velocidad | 205 km    |
| Nápoles ↔ Salerno                              | Alta capacidad | 29 km     |

| ► Red Turín ↔ Venecia (operada por Trenitalia) |                 |           |
| Línea                                          | Tipo de vía     | Distancia |
| Turín ↔ Milán                                  | Alta velocidad  | 125 km    |
| Milán ↔ Treviglio                              | Alta velocidad  | 24 km     |
| Treviglio ↔ Brescia                            | Alta velocidad  | 39,6 km   |
| Brescia ↔ Verona                               | En construcción | 73 km     |
| Verona ↔ Vicenza                               | En construcción | 51,2 km   |
| Vicenza ↔ Padua                                | En construcción | 27,6 km   |
| Padua ↔ Venecia                                | Alta velocidad  | 25 km     |

| ► Ruta Turín ↔ Salerno (operada por NTV-Italo) |                |           |
| Línea                                          | Tipo de vía    | Distancia |
| Turín ↔ Milán                                  | Alta velocidad | 125 km    |
| Milán ↔ Bolonia                                | Alta velocidad | 182 km    |
| Bolonia ↔ Florencia                            | Alta velocidad | 78,5 km   |
| Florencia ↔ Roma (Direttissima)                | Alta velocidad | 253,6 km  |
| Roma ↔ Nápoles                                 | Alta velocidad | 205 km    |
| Nápoles ↔ Salerno                              | Alta capacidad | 29 km     |

| ► Ruta Venecia ↔ Salerno (operada por NTV-Italo) |                |           |
| Línea                                            | Tipo de vía    | Distancia |
| Venecia ↔ Padua                                  | Alta velocidad | 25 km     |
| Padua ↔ Bolonia                                  | Alta velocidad | 111 km    |
| Bolonia ↔ Florencia                              | Alta velocidad | 78,5 km   |
| Florencia ↔ Roma (Direttissima)                  | Alta velocidad | 253,6 km  |
| Roma ↔ Nápoles                                   | Alta velocidad | 205 km    |
| Nápoles ↔ Salerno                                | Alta capacidad | 29 km     |

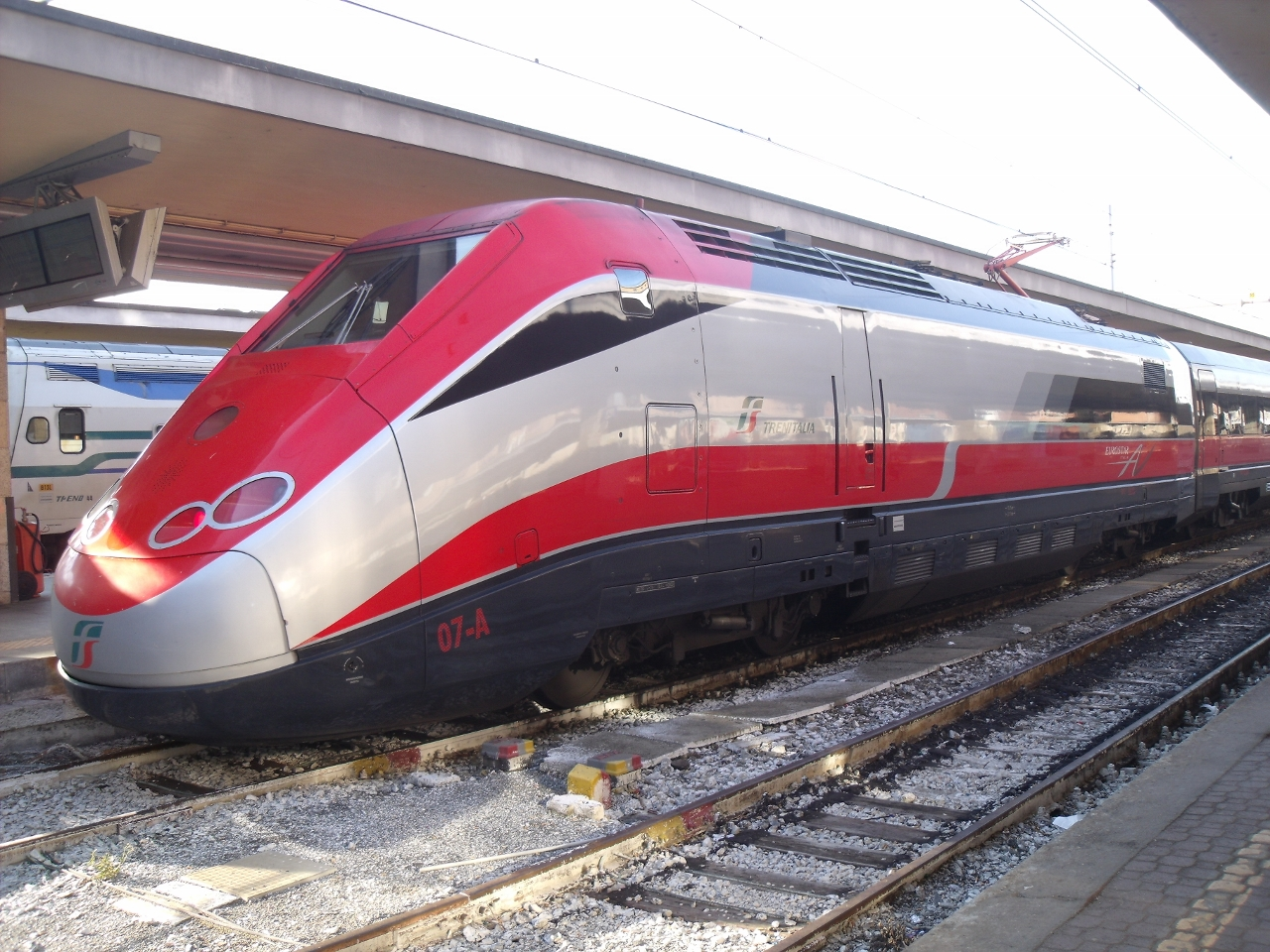
Tren Frecciarossa (Trenitalia).

Trazado de la red ferroviaria de alta velocidad.

Las líneas de alta velocidad de Trenitalia son operadas por servicios de Frecciarossa (que circula también en el tramo Torino ↔ Milán), mientras que los trenes de Frecciargento (que alcanzan una velocidad de 250 km/h) combinan tramos de alta velocidad con líneas tradicionales. Los trenes de Italo operan exclusivamente líneas de alta velocidad y de alta capacidad.

### Sistema de metro
Ciudades que disponen de red ferroviaria metropolitana:
| Ciudad  | Líneas | Estaciones | Extensión | Inauguración |
| ------- | ------ | ---------- | --------- | ------------ |
| Catania | 1      | 11         | 8,8 km.   | 1999         |
| Milán   | 3 (*)  | 94         | 80 km.    | 1964         |
| Nápoles | 1 (**) | 19         | 20,3 km.  | 1993         |
| Roma    | 3      | 74         | 61 km.    | 1955         |

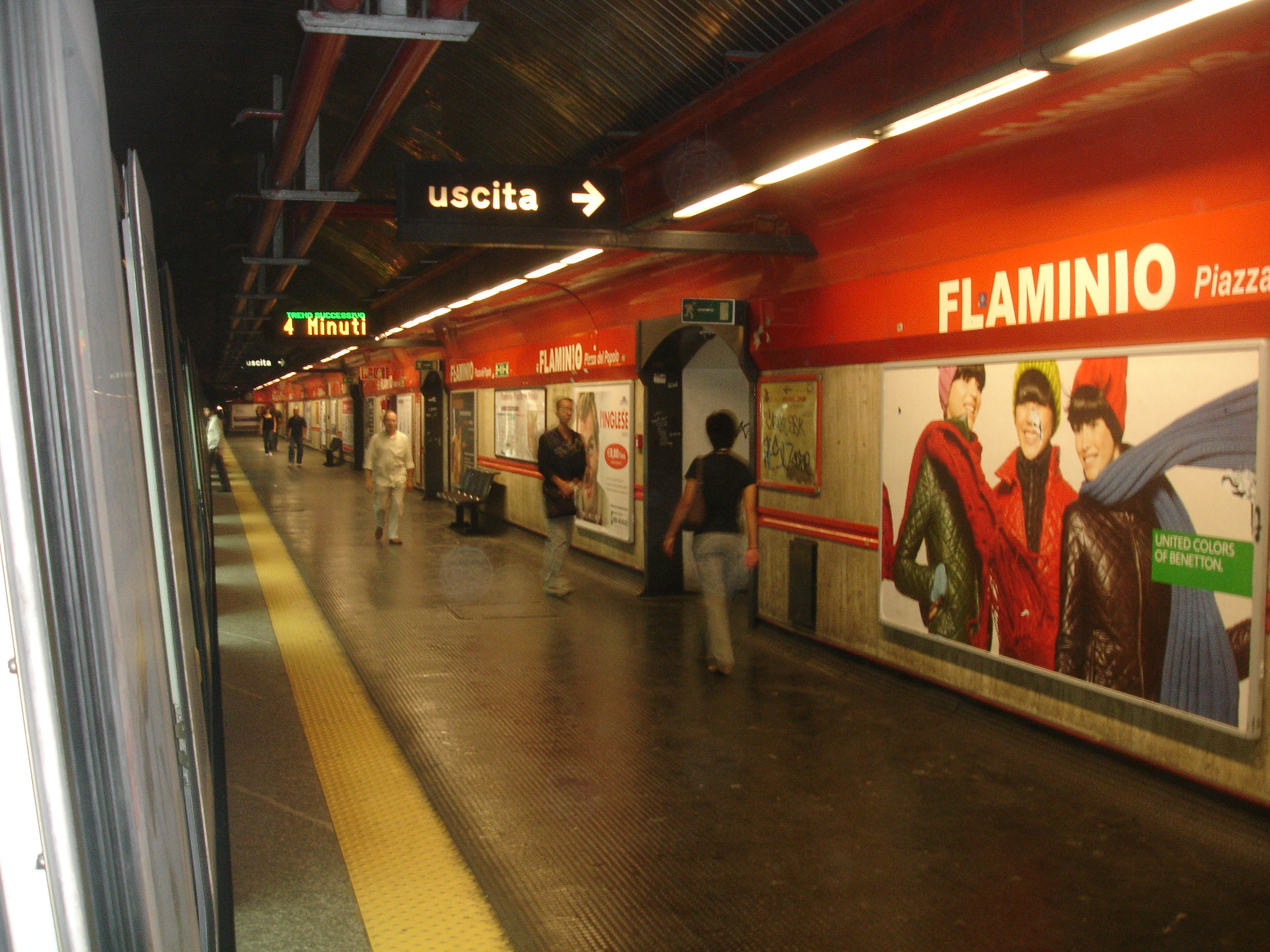
Estación Flaminio - Piazza del Popolo, de la Línea A del metro de Roma.

(*) = La metropolitana de Milán incluye una línea de metro ligero (M5) que completa la red.
(**) = La metropolitana de Nápoles completa su red con tren ligero, tren urbano metropolitano y funiculares.

### Metro ligero
Cinco ciudades italianas tienen líneas de metro ligero:
- Brescia: una línea con 17 estaciones.[20][21]
- Génova: una línea con 7 estaciones.[22]
- Milán: una línea con 19 estaciones + un enlace (Metro 2 ↔ Ospedale San Raffaele).[23][24]
- Nápoles: una línea con 4 estaciones.[25][18]
- Turín: una línea con 21 estaciones.[26]

### Conexiones ferroviarias con países vecinos

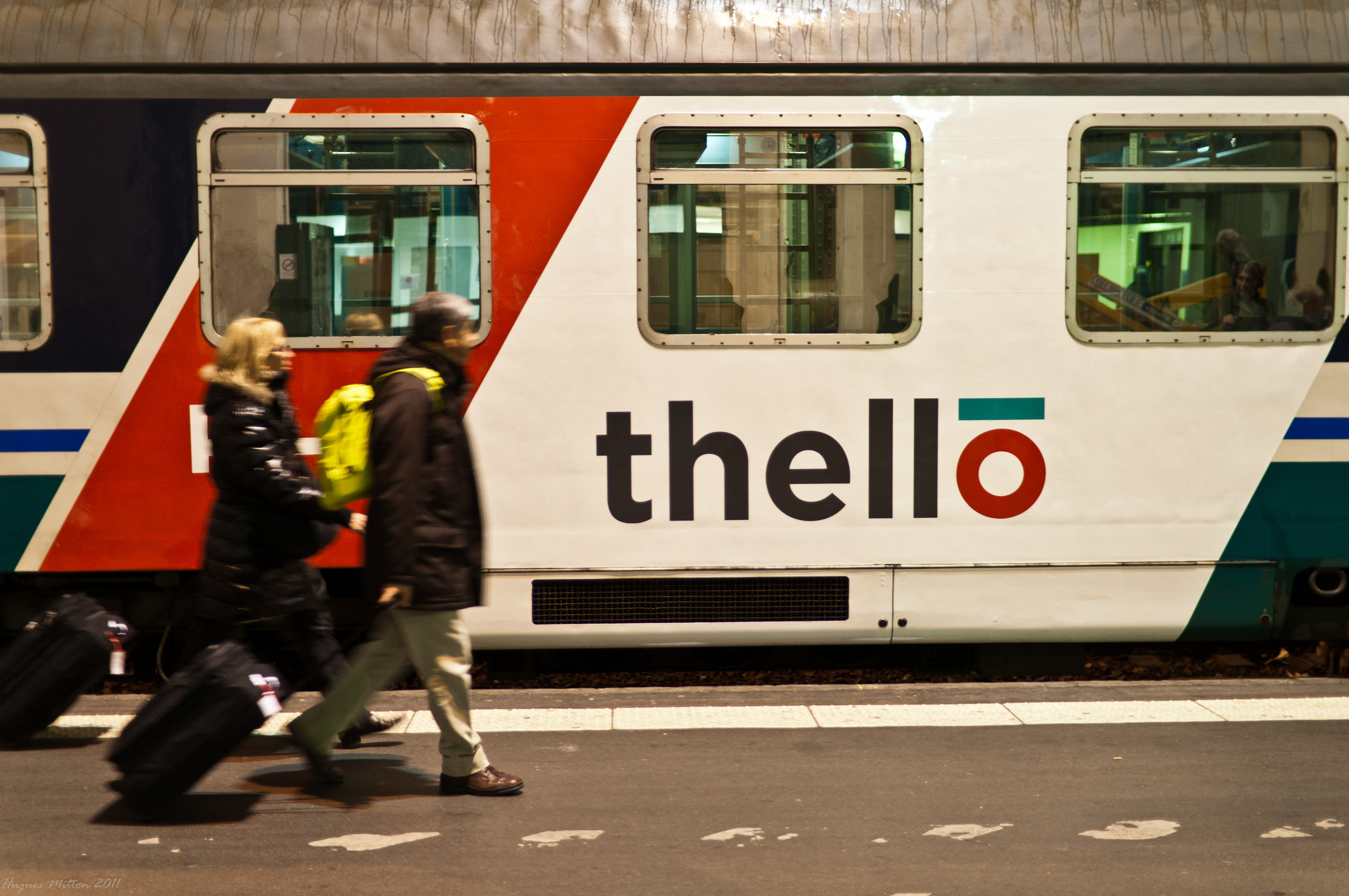
Tren de la empresa Thello.

Como parte de la Red transeuropea de transporte (TEN-T) que busca optimizar la conexión de transporte, energía y telecomunicaciones dentro de la Unión Europea, el trazado ferroviario italiano está conectado a cuatro de los nueve corredores existentes: el Báltico-Adriático, el Escandinavo-Mediterráneo, el Rin-Alpes y el corredor Mediterráneo.
Italia ofrece conexiones directas con todos sus países limítrofes: Francia (desde Ventimiglia), Suiza (Milán ↔ Berna-Ginebra-Zúrich), Austria (Venecia ↔ Innsbruck / Milán-Venecia-Roma ↔ Viena), Alemania (Venecia ↔ Múnich) y Eslovenia (Gorizia ↔ Jesenice).
También están los trenes nocturnos con paradas intermedias operados por ÖBB Nightjet que cubren los trayectos Roma ↔ Múnich, Roma ↔ Viena, Livorno ↔ Viena, Milán ↔ Viena, Milán ↔ Múnich, Venecia ↔ Viena y Venecia ↔ Múnich, así como los trenes de Thello entre Venecia ↔ París y Roma ↔ París. Además están los servicios turísticos de trenes panorámicos Lugano ↔ Coira (de Bernina Express) y Domodossola ↔ Locarno (de Ferrocarril Centovalli).
A través de transbordos ferroviarios se puede llegar desde Italia a la mayoría de los países europeos.

### Estaciones Centrales
La compañía Grandi Stazioni Rail S.p.A., del Grupo Ferrovie dello Stato, gestiona las catorce grandes estaciones ferroviarias de Italia, por las que circulan más de 700 millones de pasajeros por año y que ofrecen integración con metro y autobuses, conexiones con los aeropuertos y enlaces con trenes urbanos y de larga distancia, además de numerosos servicios. Estas son:

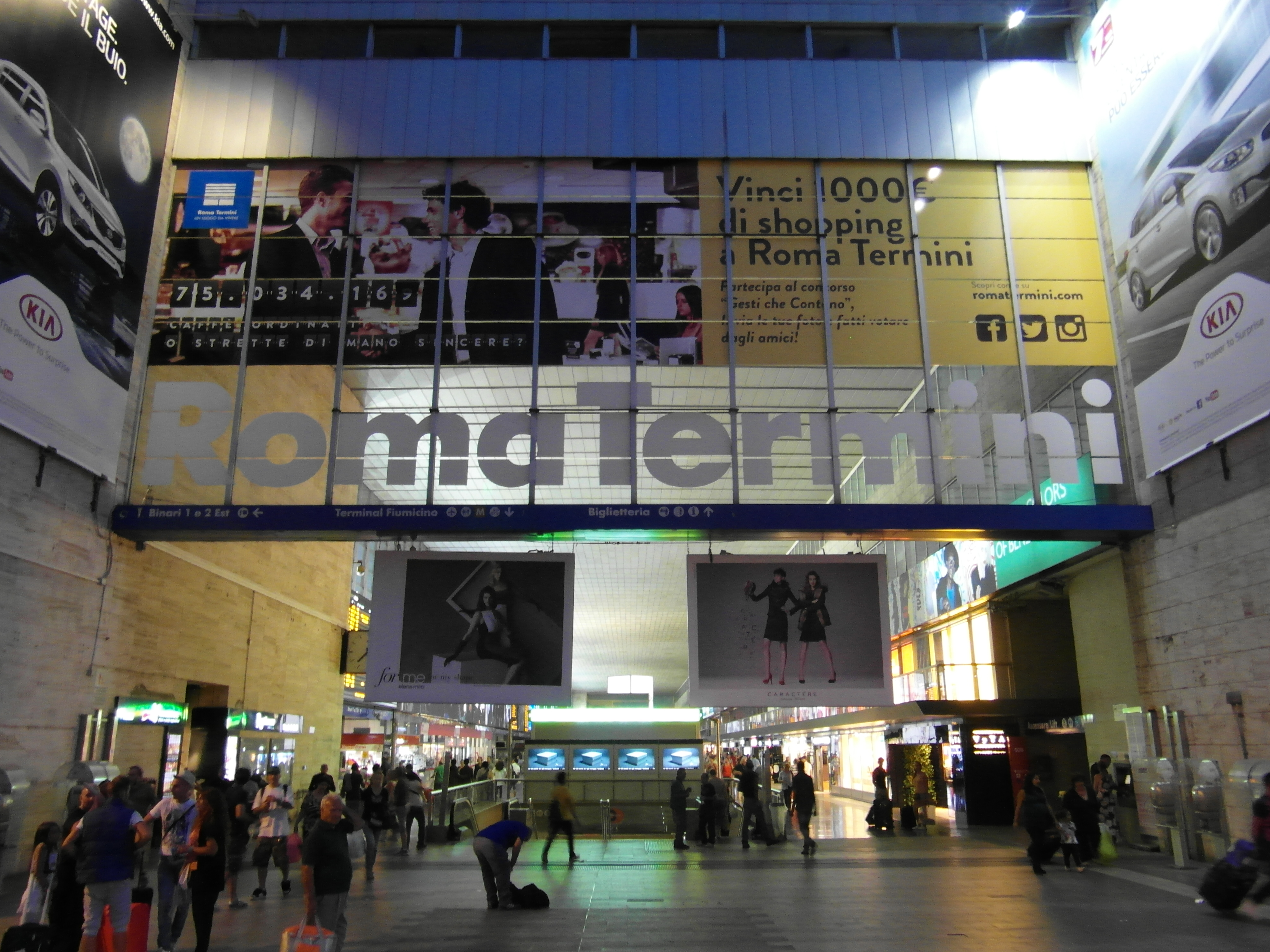
Estación Roma Termini.

- Roma Termini: 150 millones de usuarios anuales
- Milán Central: 116 millones de usuarios
- Turín Porta Nuova: 70 millones de usuarios
- Florencia Santa Maria Novella: 59 millones de usuarios
- Bolonia Central: 58 millones de usuarios
- Roma Tiburtina: 51 millones de usuarios
- Nápoles Central: 50 millones de usuarios
- Venecia Mestre: 31 millones de usuarios
- Santa Lucía: 30 millones de usuarios
- Verona Porta Nuova: 25 millones de usuarios
- Génova Piazza Principe: 23 millones de usuarios
- Génova Brignole: 22 millones de usuarios
- Palermo Central: 19 millones de usuarios
- Bari Central: 14 millones de usuarios

## Red de carreteras de Italia

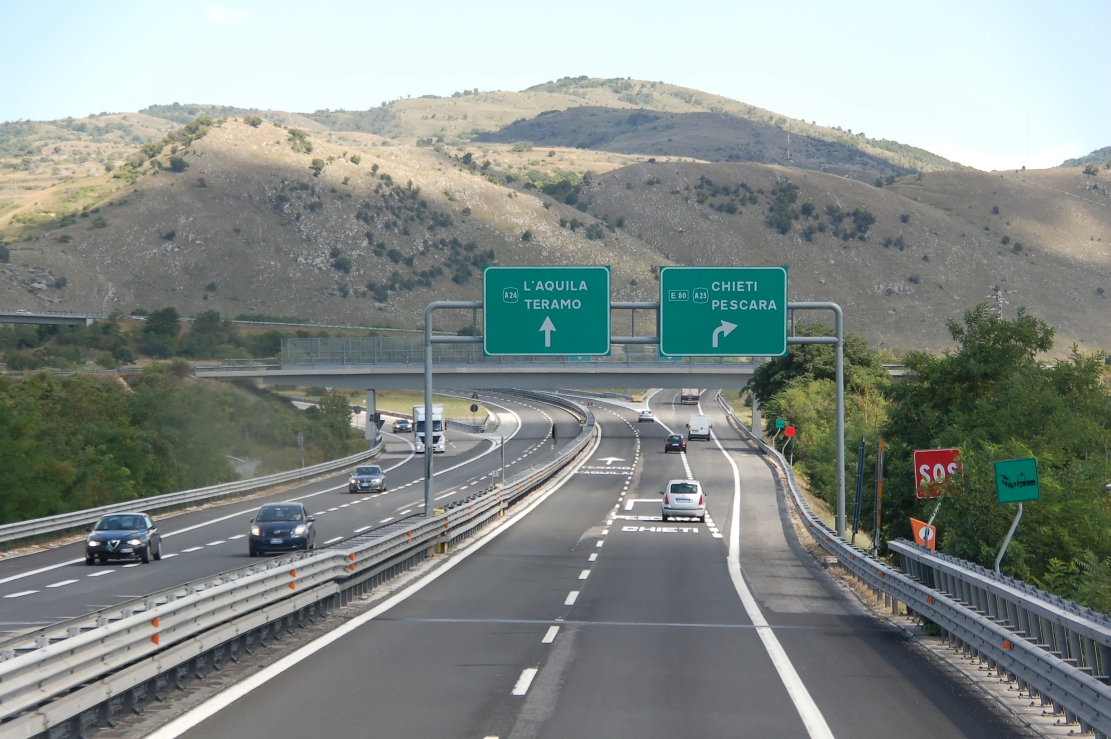
La autopista A24, que comunica Roma (Lacio) con Teramo (Abruzos).

La red de autopistas de Italia está formada por un trazado de unos 6.000 kilómetros, que incluyen tres túneles internacionales (25 kilómetros en total), 698 túneles dentro del territorio nacional (871 kilómetros) y 1.622 puentes y viaductos (1.031 kilómetros). 
El sistema de autopistas italiana está centrado alrededor de la "Autostrada del Sole", entre Milano y Roma-Napoli. Todas las regiones italianas están conectadas por este sistema, pero la region-isla Sardegna no tiene autopistas por decisión política.
Operada por la Asociación Italiana de Concesionarios de Autopistas y Peajes (AISCAT, Associazione Italiana Società Concessionarie Autostrade e Trafori), cuenta con 4.072 kilómetros de autopistas de doble carril por sentido, 1.806 kilómetros de triple carril y 124 kilómetros de autopistas con cuatro carriles por sentido.

Mapa de las autopistas italianas en el 2020

La red de autopistas está integrada con las carreteras estatales (19.966 kilómetros de trazado, administrado en un 90% por el grupo Anas), regionales, provinciales y comunales.
Según datos de 2010/2011 de la Cuenta Nacional de Infraestructura y Transporte, el total de la infraestructura vial nacional (excluyendo las carreteras municipales) es de 158.896 kilómetros y las regiones con mayor extensión de rutas son Emilia-Romaña (con 17.971 kilómetros de trazado), Sicilia (14.551 kilómetros), Piamonte (13.925 kilómetros), Toscana (11.446 kilómetros) y Lombardía (10.301 kilómetros).
La velocidad máxima permitida en las autopistas es de 130 km/h, en las carreteras nacionales es de 110 km/h, y en las provinciales y comunales es de 90 km/h, siendo de apenas 50 km/h en los centros urbanos.
Italia es miembro pleno de la Asociación Europea de Concesionarios de Autopistas y Peajes (ASECAP, Association Européenne des Concessionnaires d'Autoroutes et d'Ouvrages à Péage) que integra el transporte de vehículos automóviles entre 22 países de la región en más de 51.000 kilómetros de rutas. De esta manera, está comunicada con Andorra, Austria, Croacia, Dinamarca, Eslovenia, España, Francia, Grecia, Hungría, Irlanda, Noruega, Países Bajos, Polonia, Portugal, Reino Unido y Serbia (miembros plenos de la ASECAP) y Alemania, Eslovaquia, Marruecos, República Checa, Rusia y Turquía (miembros asociados).

## Puertos
Principales puertos marítimos de Italia por región:

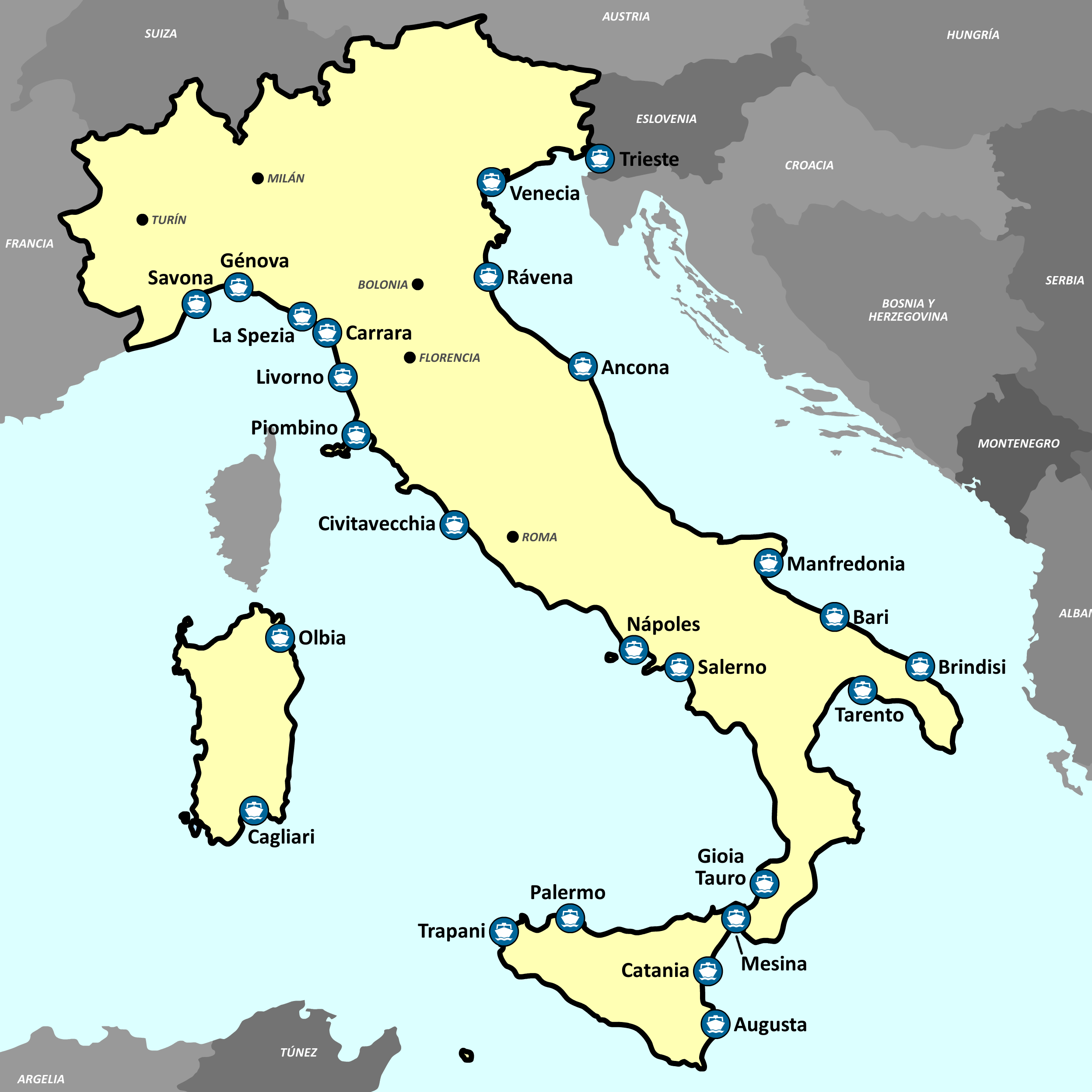
Principales puertos de Italia.

| Región               | Puerto               |
| -------------------- | -------------------- |
| Apulia               | Bari                 |
| Apulia               | Brindisi             |
| Apulia               | Manfredonia          |
| Apulia               | Tarento              |
| Calabria             | Gioia Tauro          |
| Campania             | Nápoles              |
| Campania             | Salerno              |
| Cerdeña              | Cagliari             |
| Cerdeña              | Olbia e Golfo Aranci |
| Emilia-Romaña        | Rávena               |
| Friuli-Venecia Julia | Trieste              |
| Lacio                | Civitavecchia        |
| Liguria              | Génova               |
| Liguria              | La Spezia            |
| Liguria              | Savona               |
| Marcas               | Ancona               |
| Sicilia              | Augusta              |
| Sicilia              | Catania              |
| Sicilia              | Mesina               |
| Sicilia              | Palermo              |
| Sicilia              | Trapani              |
| Toscana              | Livorno              |
| Toscana              | Marina di Carrara    |
| Toscana              | Piombino             |
| Véneto               | Venecia              |

## Transporte aéreo
Anexo: Aeropuertos de Italia
Véase también: ITA Airways

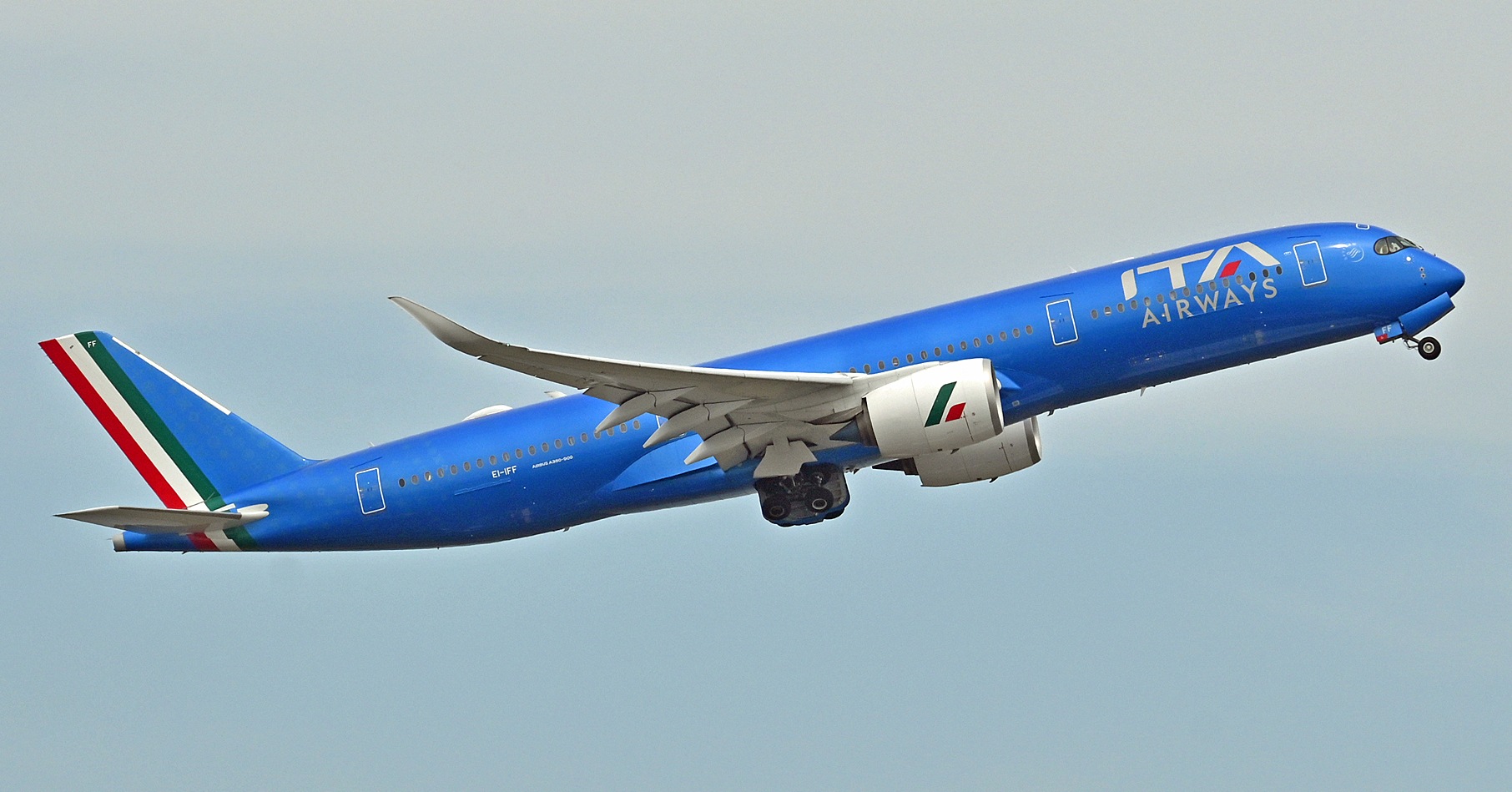
Airbus A350-900 de ITA Airways.

Hacia 2010 Italia cuenta con 113 aeropuertos, de los cuales 102 están abiertos al tráfico civil y 11 son de uso militar exclusivo. Entre los aeropuertos de tráfico civil hay 45 abiertos al tráfico civil comercial (propiedad del Estado y concesionados a sociedades de gestión), 50 de tráfico privado, 6 privados con tráfico comercial (de los cuales 3 no están operativos) y 1 en curso de planificación.

Principales aeropuertos italianos en el 2020

De acuerdo con las categorías indicadas por la Unión Europea, Italia tiene en 2017 cuatro "Grandes aeropuertos comunitarios" (con más de 10 millones de pasajeros anuales), siete "Aeropuertos Nacionales" (entre 5 y 10 millones de pasajeros) y doce "Grandes aeropuertos regionales" (con un tráfico de 1 a 5 millones por año).
| Aeropuertos con mayor tráfico de pasajeros en 2017 |    |                       |                   |                     |
| Categoría                                          | #  | Aeropuerto            | Pasajeros en 2017 | Aerolínea principal |
| Grandes Aeropuertos Comunitarios                   | 1  | Roma-Fiumicino        | 40.841.141        | ITA Airways         |
| Grandes Aeropuertos Comunitarios                   | 2  | Milán-Malpensa        | 22.037.241        | easyJet             |
| Grandes Aeropuertos Comunitarios                   | 3  | Bérgamo-Orio al Serio | 12.230.942        | Ryanair             |
| Grandes Aeropuertos Comunitarios                   | 4  | Marco Polo de Venecia | 10.282.611        | easyJet             |
| Aeropuertos Nacionales                             | 5  | Milán-Linate          | 9.503.065         | ITA Airways         |
| Aeropuertos Nacionales                             | 6  | Catania-Fontanarossa  | 9.027.604         | Ryanair             |
| Aeropuertos Nacionales                             | 7  | Nápoles-Capodichino   | 8.552.223         | easyJet             |
| Aeropuertos Nacionales                             | 8  | Bolonia               | 8.181.654         | Ryanair             |
| Aeropuertos Nacionales                             | 9  | Roma-Ciampino         | 5.855.450         | Ryanair             |
| Aeropuertos Nacionales                             | 10 | Palermo-Punta Raisi   | 5.753.046         | Ryanair             |
| Aeropuertos Nacionales                             | 11 | Pisa                  | 5.222.427         | Ryanair             |
| Grandes Aeropuertos Regionales                     | 12 | Bari-Palese           | 4.669.277         | Ryanair             |
| Grandes Aeropuertos Regionales                     | 13 | Turín-Caselle         | 4.165.930         | Ryanair             |
| Grandes Aeropuertos Regionales                     | 14 | Cagliari-Elmas        | 4.149.585         | ITA Airways         |
| Grandes Aeropuertos Regionales                     | 15 | Verona-Villafranca    | 3.046.269         | Volotea             |
| Grandes Aeropuertos Regionales                     | 16 | Sant'Angelo Treviso   | 2.982.741         | Ryanair             |
| Grandes Aeropuertos Regionales                     | 17 | Olbia-Costa Smeralda  | 2.785.263         | Meridiana           |
| Grandes Aeropuertos Regionales                     | 18 | Florencia             | 2.646.050         | Vueling Airlines    |
| Grandes Aeropuertos Regionales                     | 19 | Lamezia Terme         | 2.539.233         | Ryanair             |
| Grandes Aeropuertos Regionales                     | 20 | Brindisi              | 2.314.619         | Ryanair             |
| Grandes Aeropuertos Regionales                     | 21 | Alghero-Fertilia      | 1.318.210         | ITA Airways         |
| Grandes Aeropuertos Regionales                     | 22 | Trapani-Birgi         | 1.291.186         | Ryanair             |
| Grandes Aeropuertos Regionales                     | 23 | Génova                | 1.241.502         | ITA Airways         |

Las aerolíneas con mayor cantidad de pasajeros transportados en los aeropuertos de Italia son Ryanair (con 36.272.693 pasajeros en 2017, que representa un aumento interanual del %11,2), Alitalia (21.765.476 pasajeros), easyJet (16.526.021), Vueling Airlines (5.873.506) y Lufthansa (4.529.777).
En cuanto a los vuelos domésticos, Alitalia (con 12.151.108 pasajeros por año, sólo se contabilizan los despegues) y Ryanair (11.104.596) concentran algo más del 75% del tráfico interno del país, con la mayor cantidad de pasajeros en las rutas Roma Fiumicino ↔ Catania (con 2.007.778 de pasajeros en ambos sentidos), Roma Fiumicino ↔ Palermo (1.595.451 de pasajeros) y Roma Fiumicino ↔ Milano Linate (1.183.753).

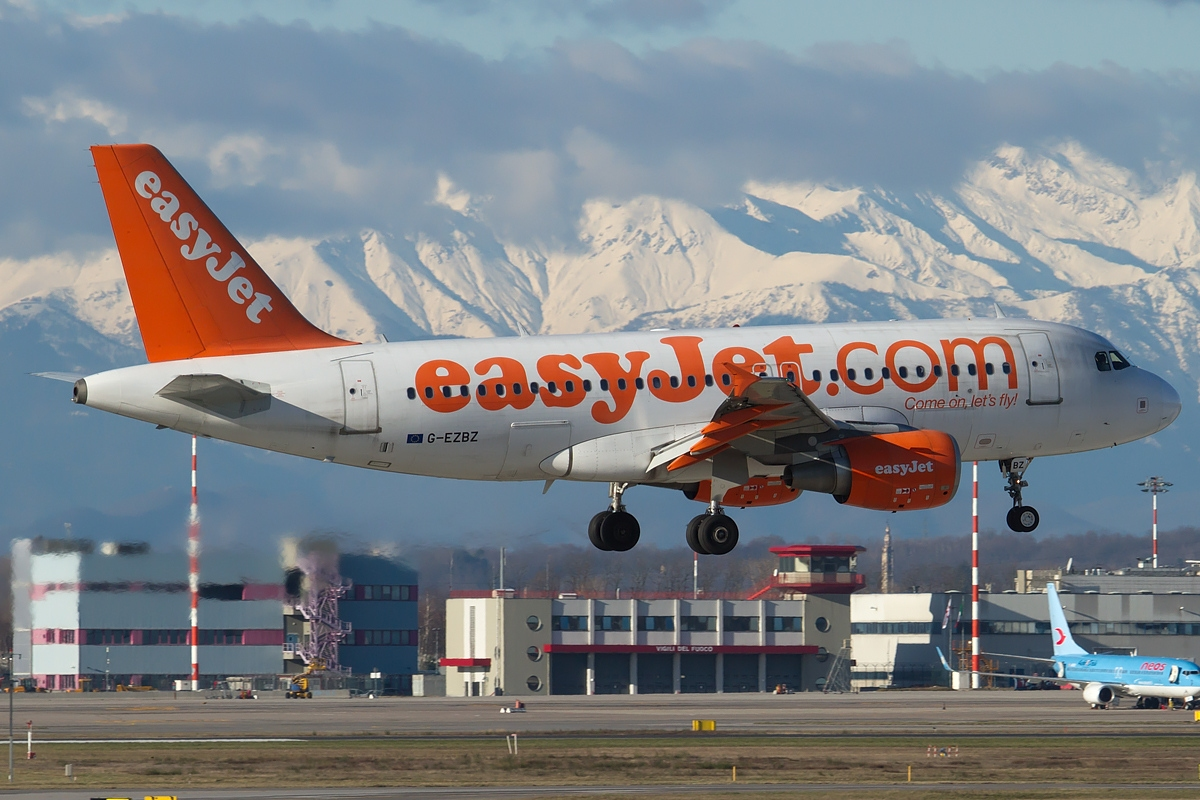
Un Airbus de easyJet en el aeropuerto Milán-Malpensa.

Las compañías con mayor tráfico internacional son Ryanair (25.168.097), easyJet (13.697.732) y Alitalia (9.614.368), en tanto que los ocho países con mayor intercambio de pasajeros con Italia son Gran Bretaña, Alemania, España, Francia, Países Bajos, Rumania, Bélgica y Grecia, todos dentro de la Unión Europea.
| Tráfico internacional en Italia por continentes (2017) |              |            |                 |           |                |           |           |           |
|                                                        | Europa       | Europa     | Asia            | Asia      | América        | América   | África    | África    |
| País                                                   | Pasajeros    | País       | Pasajeros       | País      | Pasajeros      | País      | Pasajeros |           |
| 1                                                      | Gran Bretaña | 15.059.870 | Emiratos Árabes | 2.371.857 | Estados Unidos | 3.545.166 | Marruecos | 1.164.022 |
| 2                                                      | Alemania     | 14.029.315 | Turquía         | 1.963.441 | Canadá         | 681.787   | Egipto    | 811.960   |
| 3                                                      | España       | 13.912.947 | Israel          | 1.172.073 | Brasil         | 512.470   | Tanzania  | 435.265   |
| 4                                                      | Francia      | 10.944.464 | Catar           | 850.411   | Argentina      | 331.479   | Argelia   | 179.834   |
| 5                                                      | Países Bajos | 4.994.060  | Birmania        | 845.856   | Cuba           | 284.137   | Eritrea   | 143.726   |
| Total                                                  | 93.935.701   | 93.935.701 | 9.859.984       | 9.859.984 | 5.801.083      | 5.801.083 | 3.089.981 | 3.089.981 |